# Global Entrepreneurship Monitor
Global Entrepreneurship Monitor (GEM) är ett internationellt, flerårigt forskningsprojekt som mäter det entreprenöriella klimatet i olika länder. Stiftelsen Esbri var tidigare ansvariga för den svenska delen av GEM, som initierades 1997 av Babson College och London Business School. Från och med 2010 har Entreprenörskapsforum ansvar för svenska GEM.